# Бахарах
Бахарах (нім. Bacharach) — місто в Німеччині, розташоване в землі Рейнланд-Пфальц. Входить до складу району Майнц-Бінген. Складова частина об'єднання громад Райн-Наге.
Площа — 23,65 км2. Населення становить 1878 ос. (станом на 31 грудня 2020).

## Галерея

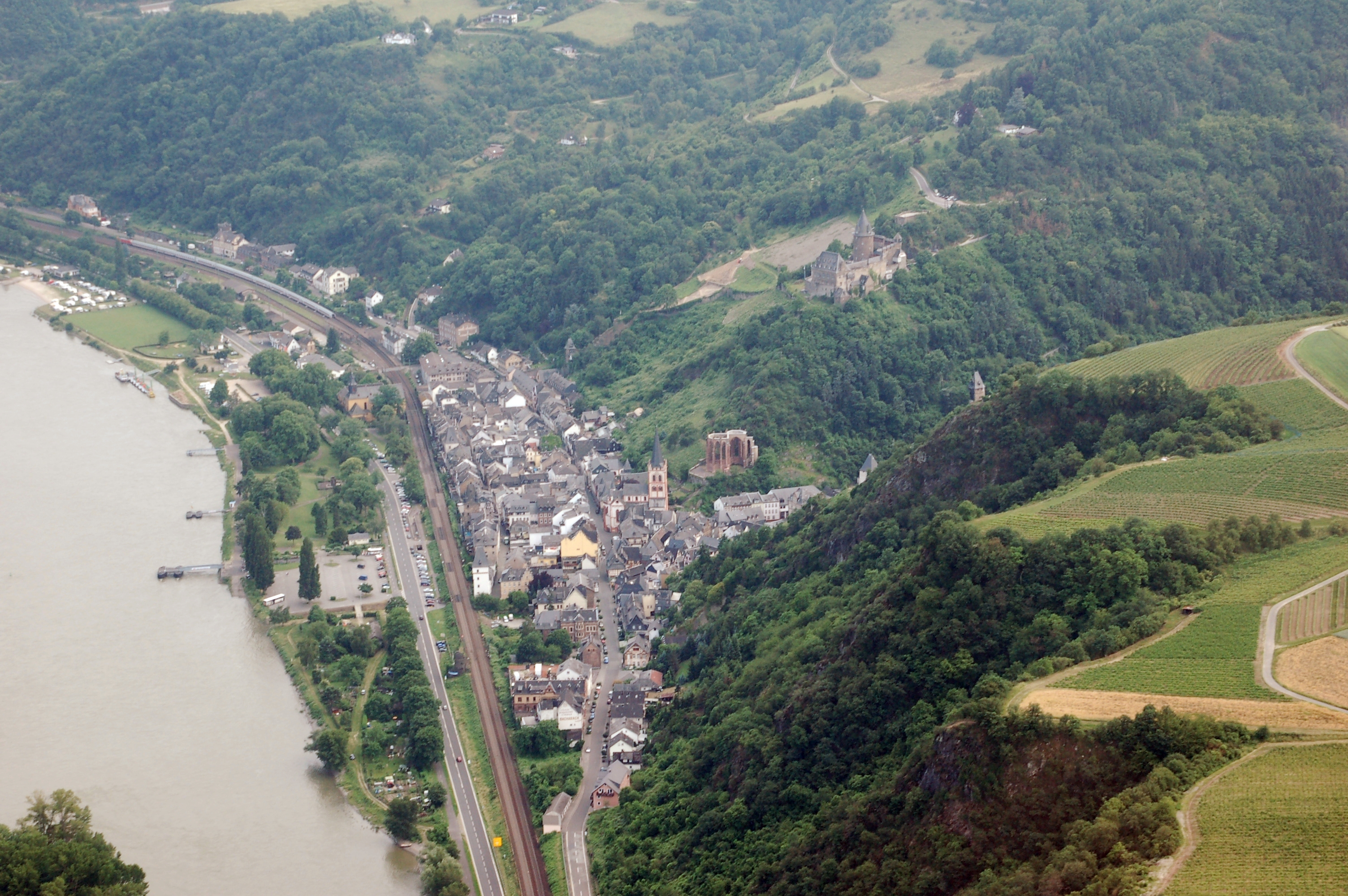
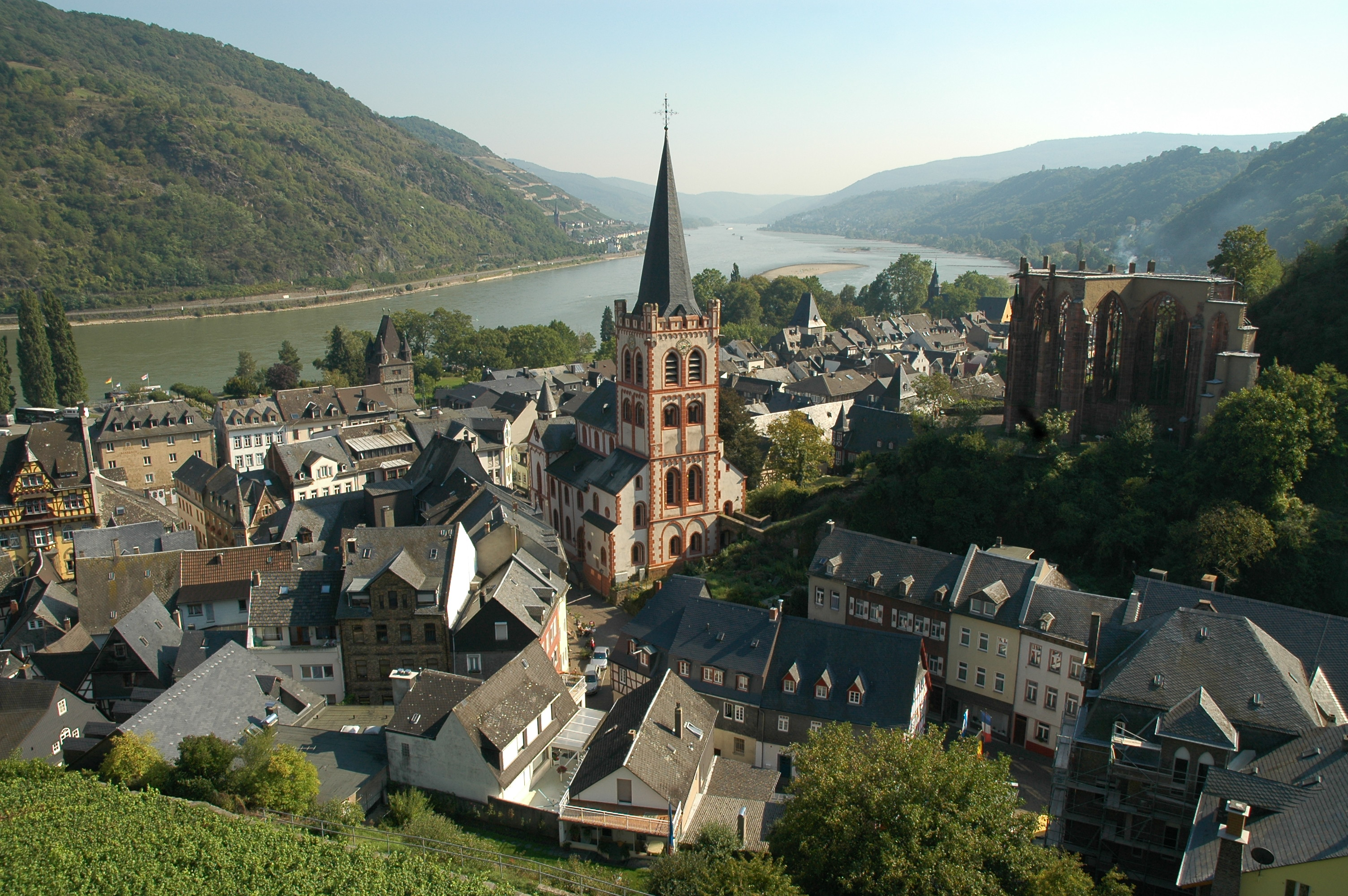
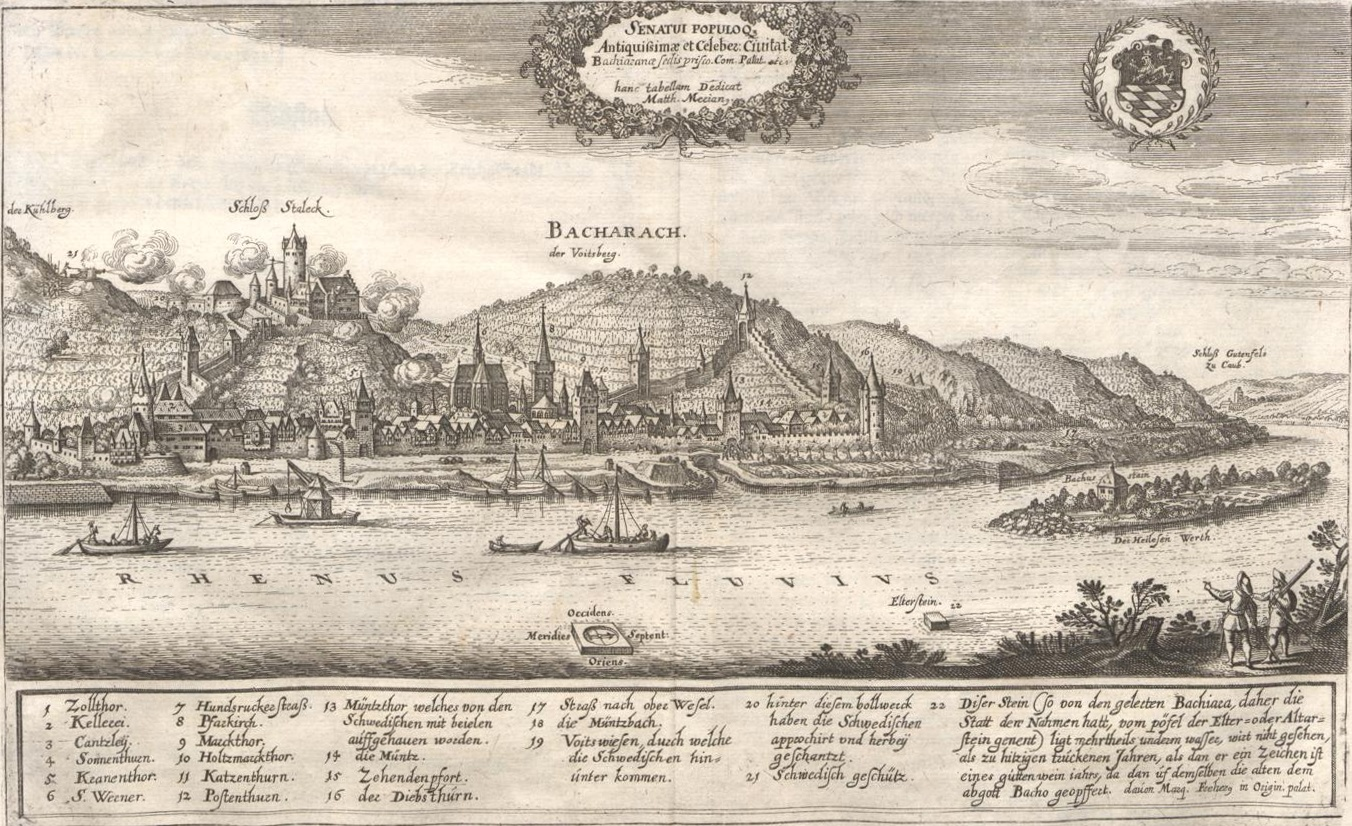
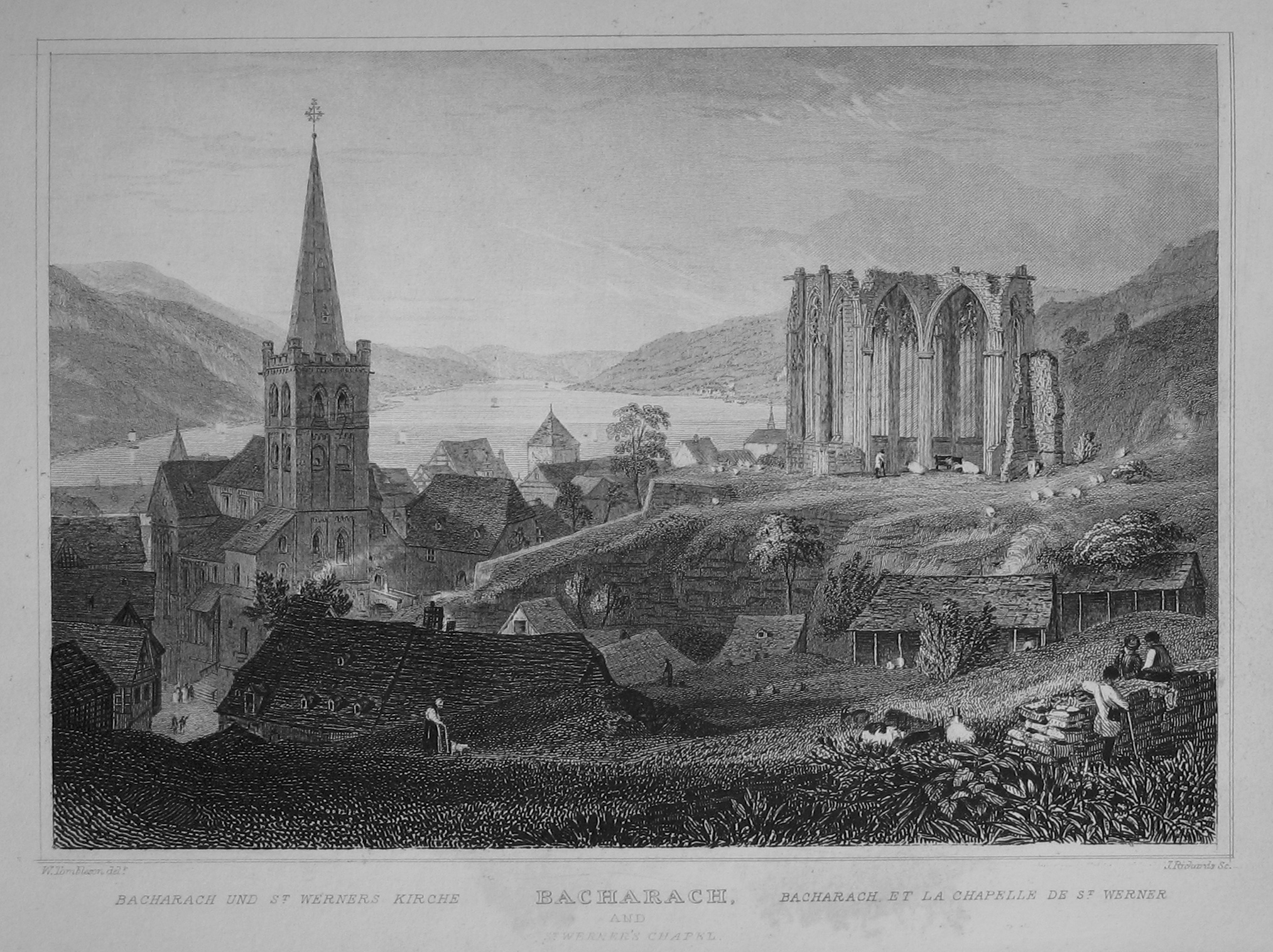
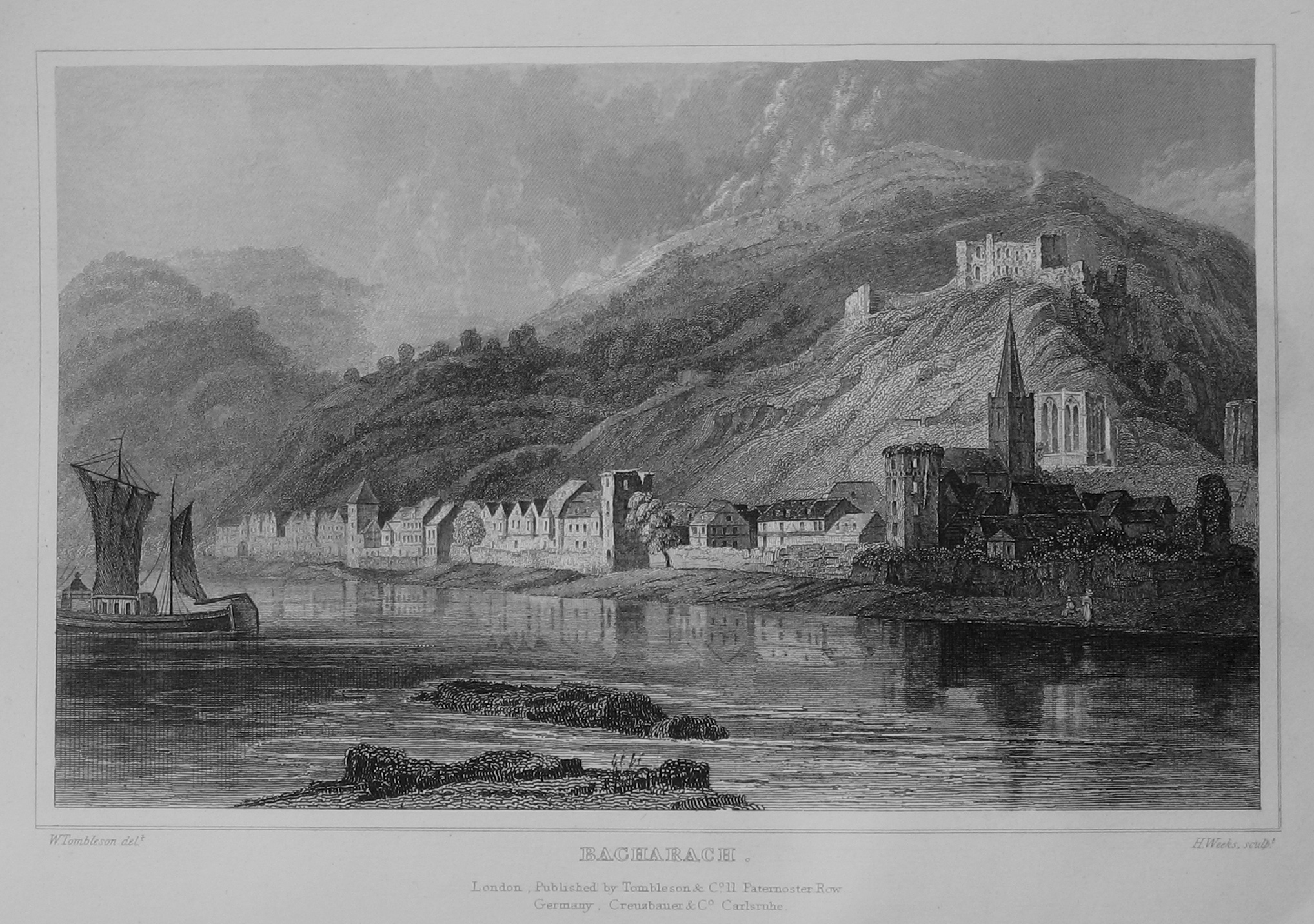
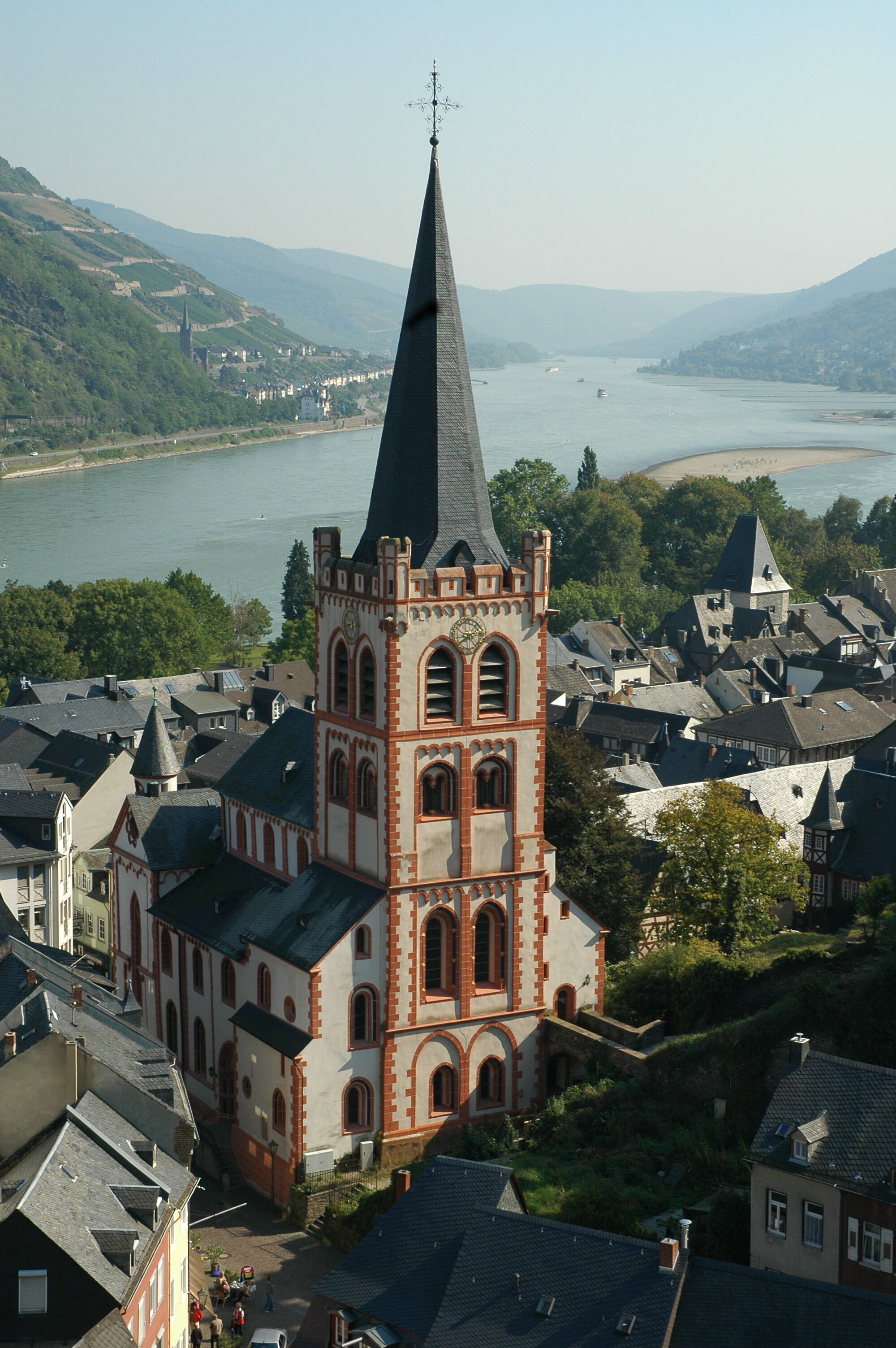